# North Cotes
North Cotes lub North Coates – wieś i civil parish w Anglii, w Lincolnshire, w dystrykcie East Lindsey. W 2011 civil parish liczyła 724 mieszkańców.